# Craspedoxantha yaromi
Craspedoxantha yaromi är en tvåvingeart som beskrevs av Amnon Freidberg 1985. Craspedoxantha yaromi ingår i släktet Craspedoxantha och familjen borrflugor. Inga underarter finns listade i Catalogue of Life.